# جامع الدقاق
جامع الدّقّاق يقع في مدينة دمشق على الجانب الشّرقيّ لشارع الميدان الرّئيس (مسار الحجّ)، مقابل حمّام الدّرب. استغرق بناؤه مدّة عام كامل، وكان يخطب فيه شيوخ من ذوي المكانة العلميّة الرّفيعة. يُعرف بلقب جامع كريم الدّين أو الكريمي نسبة لمنشئه. ويعرف أيضا بجامع القبيبات نسبة لموقعه في الميدان الفوقانيّ.
تعرّض الجامع للهدم أكثر من مرّة لكنّه كان يُرمّم بعدها. كما جدّدته دائرة الأوقاف الإسلاميّة سنة  1350هـ/1931م .  وكذلك تمّ ترميم الصّحن واروقته والواجهة الشّماليّة للحرم الأثريّ نحو سنتي 2006-2007م.

## منشأه
أنشئ على يد القاضي كريم الدّين عبد الكريم بن هبة الله ابن السّديد المصريّ في سنة 718 ه / 1318 م. وقد اشترى له القاضي نهرًا وأجره إليه ففرح به النّاس ونصبوا عليه الأشجار، وعمل أيضا حوضًا كبيرًا بجانب الجامع يشرب منه النّاس والأنعام.

## التّصميم المعماريّ
طراز جامع الدّقّاق يعكس التّأثيرات المملوكيّة عليه، حيث تزيّن قاعة الصّلاة النّقوش والزّخارف الهندسيّة البديعة. وتزيّن القبّة الرّئيسة فيه نقوش و رسمات ذهبيّة وآيات قرآنيّة تضيف على المكان جوًّا فنّيًّا من القداسة. وهناك الأعمدة الرّخامية والأقواس المزخرفة الّتي تضيف إلى جماليّة المكان.
للجامع أربع واجهات مبنيّة من الأحجار ومغطّاة باللّياسة والكلاسة التّقليديّة:
1.  	الواجهة الشّمالية: ملتصقة بالدّور السّكنيّة ولا يظهر منها سوى مئذنته المرتفعة الّتي تقع خلف منتصف الرّواق الشّمالي للصّحن.
2.  	الوجهة الشّرقيّة: الّتي يتوسّطها مدخل الجامع الشّرقيّ وله باب خشبيّ مستطيل مظلّة خشبيّة ظاهرة و بارزه بالأعلى
3.  	الواجهة الجنوبيّة: فهي متناظرة تمامًا تنصّفها كتلة المحراب البارزة، وينصّف سقفها الجمالونيّ واجهة كتلة المجاز القاطع الّذي يحوي ثلاثة شبابيك مستطيلة متماثلة وتتوزّع على طول الواجهة أربعة شبابيك مستطيلة متماثلة ومتناظرة مغطّاة المشبكات المعدنيّة يعلوها أربعة عشر شبّاكا مستطيلًا متماثلًا.
4.  الواجهة الغربية: مطلّة على شارع الميدان الرئيسي وهي مغلقة بالمحلّات التّجارية، ولا يظهر منها سوى المدخل الغربيّ في طرف قسمها الشّمالي، ومدخل رئيس في قسمها الجنوبيّ  يتمّ الوصول إليه من زقاق متعامد مع شارع الميدان الرّئيس.